# Harugiku Maru
SS „Harugiku Maru” (wcześniej SS „Van Waerwijck”) – statek pasażersko-towarowy pływający najpierw pod banderą holenderską, a następnie pod banderą japońską.
Przez ponad 20 lat pływał na wodach Holenderskich Indii Wschodnich pod flagą linii żeglugowych Koninklijke Paketvaart-Maatschappij. W marcu 1942 roku, w czasie japońskiej inwazji na Jawę, został samozatopiony w porcie Tanjung Priok. Po podniesieniu i wyremontowaniu pływał pod japońską banderą, a jego nazwę zmieniono na „Harugiku Maru”. 26 czerwca 1944 roku został zatopiony w Cieśninie Malakka przez brytyjski okręt podwodny HMS „Truculent”. Statek przewoził wtedy 1190 alianckich jeńców wojennych, spośród których około 180 poniosło śmierć.
„Harugiku Maru” jest zaliczany do grona tzw. piekielnych statków.

## Dane techniczne
Był statkiem pasażersko-towarowym o długości 99,15 metrów, szerokości 13,4 metrów i zanurzeniu 6,9 metrów. Jego pojemność wynosiła 3040 BRT.
Napęd zapewniała maszyna parowa potrójnego rozprężania o mocy 233 NHP.

## Historia

### Przebieg służby
Statek został zbudowany w 1909 roku w stoczni Fijenoord w Rotterdamie. Nadano mu nazwę SS „Van Waerwijck”.
Przez ponad 20 lat był własnością holenderskich linii żeglugowych Koninklijke Paketvaart-Maatschappij, które obsługiwały trasy żeglugowe pomiędzy poszczególnymi wyspami Holenderskich Indii Wschodnich. Jego portem macierzystym była Batawia.
W 1940 roku został zarekwirowany przez Królewską Holenderską Marynarkę Wojenną. W marcu 1942 roku, podczas japońskiej inwazji na Jawę, został samozatopiony przez załogę przy nadbrzeżu portu Tanjung Priok w Batawii.
Po zdobyciu Jawy Japończycy podnieśli i wyremontowali statek. Oddano go do dyspozycji linii Daido Kaiun Kaisha. Pod nazwą „Harugiku Maru” służył on odtąd do transportu wojska i materiałów wojennych.

### Zatopienie

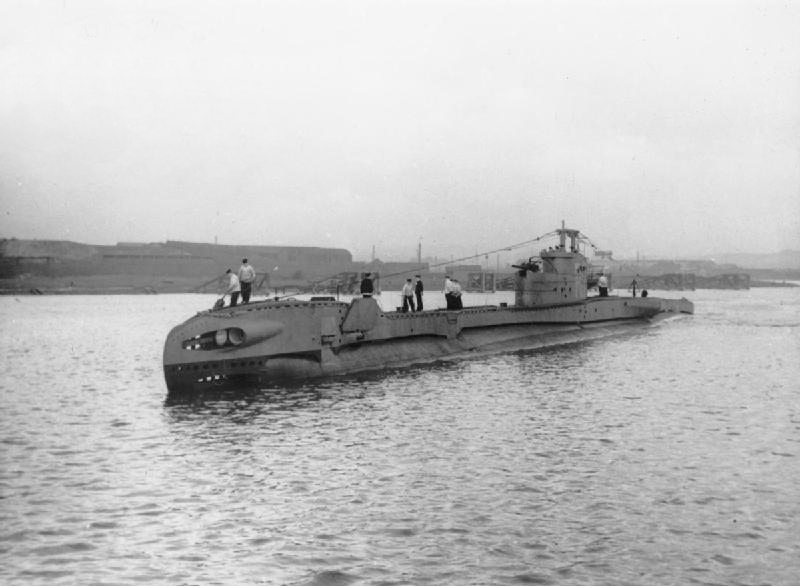
HMS „Truculent”

25 czerwca 1944 roku w porcie Belawan na Sumatrze na „Harugiku Maru” zaokrętowano kontyngent alianckich jeńców wojennych. Byli to w większości Holendrzy, Brytyjczycy i Australijczycy. Część źródeł szacuje ich liczbę na około od 720–730. Henk Hovinga podaje natomiast, że na „Harugiku Maru” zaokrętowano 1190 jeńców, których sprowadzono z trzech obozów jenieckich położonych wokół Belawan i Medan. Japończycy zamierzali przetransportować ich do Pekanbaru i wykorzystać jako robotników przymusowych przy budowie linii kolejowej.
Jeńcy zostali umieszczeni w dwóch ładowniach. W szczególnie trudnej sytuacji znaleźli się jeńcy z ładowni dziobowej, gdyż miejsca było tam znacznie mniej niż w ładowni rufowej, a we znaki dawały się zaduch i upał. Japończycy zezwolili, aby niewielkie grupy jeńców mogły przez 15 minut przebywać na pokładzie. Do załatwiania potrzeb naturalnych służyły wiadra (według niektórych źródeł zaledwie jedno). Jeńców strzegli japońscy i koreańscy strażnicy.
25 czerwca o godzinie 14:00 statek wypłynął z Belawan. Jeszcze tego samego dnia dołączył do konwoju, w którego skład wchodziły dwa niewielkie tankowce i niewielki parowiec. Eskortę zapewniały stawiacz min i dwa ścigacze okrętów podwodnych. Konwój spędził noc na kotwicy, by wznowić rejs następnego dnia. Eskortę wzmocnił wtedy jeden samolot. Trasa rejsu wiodła przez Cieśninę Malakka w kierunku południowym. Konwój płynął w odległości około 8–10 kilometrów od wybrzeża Sumatry.
26 czerwca o godzinie 9:58, gdy konwój znajdował się w odległości około 100 mil morskich na południowy wschód od Belawan, dostrzegł go brytyjski okręt podwodny HMS „Truculent”. O 11:12 brytyjska jednostka wystrzeliła cztery torpedy, z których dwie dosięgły „Harugiku Maru”. Pierwsza eksplodowała między ładownią nr 2 a bunkrem węglowym, druga trafiła w rufę. Statek przełamał się na pół i zatonął w ciągu piętnastu minut. Ze względu na fakt, że wody były w tym miejscu płytkie, fragment jego dziobu jeszcze przez co najmniej trzy lata utrzymywał się nad powierzchnią morza.
Tego dnia morze było spokojne, a strażnicy – co nie zawsze zdarzało się w takich wypadkach – natychmiast zezwoli jeńcom na opuszczenie statku. Oba tankowce przystąpiły najpierw do ratowania japońskich i koreańskich rozbitków, niemniej po upływie mniej więcej trzech godzin zaczęły wyciągać z morza także jeńców wojennych. Ocalali oskarżali później japońskich oficerów o niezapewnienie jeńcom odpowiedniej liczby kamizelek ratunkowych i nieudzielenie pomocy rannym.

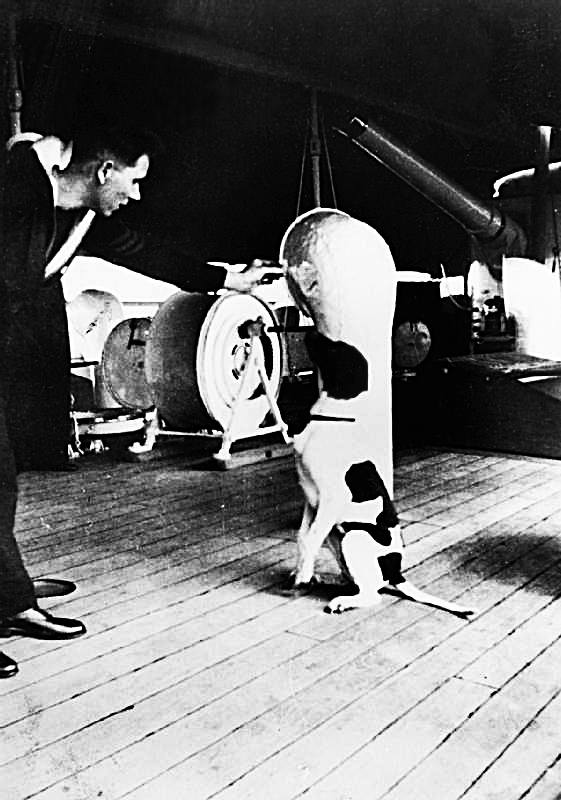
Judy, suka rasy pointer, która przeżyła zatoniecie statku

Katastrofę przeżyło 1014 jeńców. Niemal wszyscy zostali uratowani przez japońskie statki i zabrani do obozów jenieckich w Singapurze. Trzech zdołało o własnych siłach dopłynąć do wybrzeża Sumatry, tam jednak ponownie wpadli w ręce Japończyków. Ocalała także Judy – suka rasy pointer, która w 1942 roku przeżyła zatopienie kanonierki HMS „Grasshopper”, a później towarzyszyła brytyjskim żołnierzom w różnych japońskich obozach jenieckich.
Hank Hovinga podaje, że wraz z „Harugiku Maru” zatonęło 176 jeńców. Z kolei według Gregory’ego F. Michno i Vana Waterforda liczba ofiar śmiertelnych wśród jeńców wyniosła 178. W gronie ofiar miało się znaleźć 113 Holendrów, 48 Brytyjczyków, 12 Australijczyków, czterech Indonezyjczyków i jeden Norweg. Ponadto zginęło około 30 japońskich pasażerów i członków załogi.
Ocalali jeńcy spędzili miesiąc w obozach jenieckich w Singapurze. W tym czasie dwudziestu dwóch zmarło – przede wszystkim na skutek obrażeń odniesionych w czasie zatonięcia „Harugiku Maru” lub z powodu zapalenia płuc. Liczba ofiar wzrosła w ten sposób do 198. Pod koniec lipca wszystkich jeńców zabrano na Sumatrę, do pracy przy budowie kolei z Pekanbaru.

## Pamięć
„Harugiku Maru” jest zaliczany do grona japońskich „piekielnych statków” (ang. Hellships).
„Harugiku Maru” jest jednym z „piekielnych statków”, które upamiętniono w obrębie tzw. Japanese Prison Ships Memorial Garden znajdującego się na terenie National Memorial Arboretum w brytyjskim Alrewas.